# Плотников, Борис Николаевич
Борис Николаевич Плотников — командир орудия танка Т-34 65-го отдельного танкового полка (вначале 48-я армия, затем 8-я гвардейская армия, 1-й Белорусский фронт), старшина.

## Биография
Родился в семье рабочего в уездном городе Камышин Саратовской губернии (в настоящее время Волгоградская область). Окончил 7 классов школы, работал трактористом.
В 1937 году Камышинским райвоенкоматом Сталинградской области был призван в ряды Красной армии, участвовал в советско-финской войне 1939—1940 годов. На фронтах Великой Отечественной войны с 1941 года.
Старшина Плотников, работая командиром орудия, на западном берегу реки Нарев возле деревни Напюрки-Бутне (гмина Жевне) 5 сентября 1944 года огнём своего орудия отразил 5 контратак, уничтожил 1 танк, 1 орудие и до 30 солдат и офицеров противника. Приказом по 48-й армии от 26 сентября 1944 года он был награждён орденом Славы 3-й степени.
В бою северо-восточнее города Лодзь в Польше танк был подбит и радист-стрелок старшина Плотников, заменив раненого механика-водителя, восстановил работу танка и повёл его в бой. Хотя танк продолжал гореть, Плотников продолжал вести его, при этом продолжал вести радиосвязь. В бою уничтожил 30 солдат и офицеров противника, 17 автомашин, 9 повозок с грузами, 4 пушки и 2 миномёта. Приказом по 8-й гвардейской армии от 4 февраля 1945 года он был награждён орденом Славы 2-й степени.
10 апреля 1945 года при прорыве укреплений противника возле населённого пункта Ратсток (Альт-Тухебанд, Меркиш-Одерланд, Бранденбург) старшина Плотников, несмотря на ранение, продолжал вести бой и подбил самоходную артиллерийскую установку «Фердинанд», 4 пушки противника и до 25 солдат противника. Был представлен к награждению орденом орденом Отечественной войны 2-й степени. Приказом по 8-й гвардейской армии от 5 мая 1945 года он повторно был награждён орденом Славы 2-й степени. Указом Президиума Верховного Совета СССР от 7 июня 1968 года он был перенаграждён орденом Славы 1-й степени.
Старшина Плотников был демобилизован. В 1965 уволен в запас. Жил в городе Казань (Татарская АССР). Работал в военизированной охране МПС СССР на железнодорожной станции Казань Горьковской железной дороги.
Скончался 28 апреля 1969 года.